# Walter Dray
Walter Remy Dray (Peoria, 21 marzo 1886 – Yorkville, 1º aprile 1973) è stato un astista statunitense.
Dray partecipò alla gara di salto con l'asta ai Giochi olimpici di Saint Louis 1904, dove giunse sesto.